# Pseudosinhalita
La pseudosinhalita és un mineral de la classe dels borats. El seu nom fa referència a la semva semblança òptica, química i estructural amb la sinhalita.

## Característiques
La pseudosinhalita és un borat de fórmula química Mg₂Al₃B₂O9(OH). Va ser aprovada com a espècie vàlida per l'Associació Mineralògica Internacional l'any 1997. Cristal·litza en el sistema monoclínic.
Segons la classificació de Nickel-Strunz, la pseudosinhalita pertany a «06.AC - Monoborats, B(O,OH)₄, amb i sense anions addicionals; 1(T), 1(T)+OH, etc.» juntament amb els següents minerals: sinhalita, behierita, schiavinatoïta, frolovita, hexahidroborita, henmilita, bandylita, teepleïta, moydita-(Y), carboborita, sulfoborita, lüneburgita, seamanita i cahnita.

## Formació i jaciments
Va ser descoberta al skarn de ferro i bor de skarn de Fe-B de Tayezhnoe, a la localitat d'Aldan, a Sakhà (Rússia). També ha estat descrita a la pedrera Stubenberg, a Weiz (Estíria, Àustria). Són els dos únics indrets on ha estat trobada aquesta espècie.